# Eta Antliae
Eta Antliae (η Ant, η Antliae) é uma estrela dupla na constelação de Antlia. A estrela mais brilhante tem uma magnitude aparente de 5,222, sendo visível a olho nu em boas condições de visualização. Medições de paralaxe mostram que o sistema está a cerca de 108,6 anos-luz (33,3 parsecs) da Terra.
O componente principal tem uma classificação estelar de F1 V, o que indica que é uma estrela de classe F da sequência principal. Tem 55% mais massa que o Sol. Brilha com uma luminosidade 6,6 vezes maior que a do Sol a uma temperatura efetiva de 7 132 K. Essa temperatura dá à estrela uma coloração branco-amarela típica de estrelas de classe F. A 31 segundos de arco de distância está o segundo componente, com uma magnitude aparente de 11,3. O par provavelmente forma um sistema estelar binário.